# Edward Rahsaan Ames
Edward Rahsaan Ames (* 1978) je americký basketbalista.
V letech 2006–2009 hrál českou Národní basketbalovou ligu na pozici rozehrávače. Sezónu 2009/2010 hrál za maďarský klub PVSK-Panthers. V roce 2012 už hraje za NH Ostrava Mattoni NBL.

## Kariéra
- 2006–2007 : BK Synthesia Pardubice
- 2007–2008 : BK Prostějov
- 2008–2009 : BC Kolín
- 2009–2010 : PVSK-Panthers